# Kristine Breistøl
Kristine Breistøl (ur. 23 sierpnia 1993 w Oslo) – norweska piłkarka ręczna, reprezentantka kraju, grająca na pozycji lewej rozgrywającej.
W drużynie narodowej zadebiutowała 6 października 2016 roku w towarzyskim meczu przeciwko reprezentacji Francji.

## Sukcesy reprezentacyjne
- Mistrzostwa Europy:
  -  2020

## Sukcesy klubowe
- Mistrzostwa Norwegii:
  -  2013, 2014, 2015, 2016, 2017
- Puchar Norwegii:
  -  2013, 2014, 2015, 2016, 2017
- Liga Mistrzyń:
  -  2013